# Frente Unido del Pueblo (Colombia)
Frente Unido del Pueblo (Colombia) ó Frente Unido fue un movimiento social y político colombiano, creado por el sacerdote Camilo Torres Restrepo como plataforma popular de oposición al Frente Nacional.

## Ideología y objetivos
Sus propuestas se encontraban enmarcadas en la teología de la liberación, y la unión de elementos cristianos y marxistas, "anti intervencionistas" y "antiimperialistas" en Colombia. Buscaba unir a los diferentes partidos y posturas de oposición al Frente Nacional bipartidista en Colombia buscó agrupar a toda la oposición de la época  en una “Plataforma para un Movimiento de Unidad Popular” teniendo como base a los denominados "no alineados"
Buscó unir a los partidos y movimientos opositores de la época:(la ANAPO,el Movimiento Revolucionario Liberal (MRL), el Partido Comunista Colombiano (PCC), el  Movimiento Obrero Estudiantil y Campesino (MOEC),el Movimiento Obrero Independiente y Revolucionario (MOIR), el Partido Social Demócrata Cristiano (PSDC), las Juventudes de la Democracia Cristiana, el Movimiento Nacionalista Popular, el FUAR, las Juventudes del Partido Comunista JUCO, el Movimiento de Integración de Profesionales e Industriales Jóvenes,la Confederación Latinoamericana Sindical Cristiana (CLASC), la Asociación Sindical Antioqueña (ASA), Asociación Sindical de Cundinamarca (ASICUM), el Partido Comunista Marxista-leninista (PC-ML), el grupo de Jóvenes Católicos «Inquietudes» entre otros).
Tuvo como objetivos según la Plataforma del Frente Unido para el Pueblo colombiano:
- Reforma agraria
- Nacionalización de los recursos naturales, y política tributaria.
- Derechos de la mujer y política familiar.
- Seguridad social y salud pública.
- Reforma de las Fuerzas militares.

El 22 de mayo de 1965, había nacido formalmente el Frente Unido como movimiento social y político con el objetivo de reunir a diversas tendencias de la izquierda. Entre marzo y octubre de 1965, se calcula en más de medio millón las personas asistentes a su convocatoria. La idea de presentar su contenido al público mediante la herramienta del periódico surgió a raíz del objetivo principal de “enseñar, esclarecer, organizar“ al público objetivo. Si bien la televisión había llegado a Colombia una década atrás, no era una opción al alcance de una fuerza popular, las radios eran más permeables, y la febril actividad de Camilo durante aquellos tiempos ya lograba verse reflejada en los informativos de la época.

## Frente Unido (Periódico)
El 26 de agosto de 1965, el sacerdote Camilo Torres Restrepo puso en marcha la primera edición de un periódico de agitación política. Cincuenta mil ejemplares se agotaron durante las primeras horas de aquel día, superando todas las expectativas iniciales. 

“El 26 de agosto saldrá un periódico que se llamará Frente Unido, que será destinado a la clase popular y tendrá que ser financiado por ella porque la oligarquía no va a financiar un periódico que esté destinado a derrotarla. Tenemos que lograr que este periódico vaya a la base. QUE EL PUEBLO CUENTE CON SUS PROPIAS HERRAMIENTAS”
Camilo Torres Restrepo

La confrontación directa con los medios hegemónicos se dio gracias a la insistencia por el desarrollo de “las propias herramientas de trabajo” del pueblo. “Nueva amenaza contra la libertad de prensa”, esta fue la nota central de tapa del número 6 del 30 de septiembre, en donde se relata las presiones que recibe el semanario por sus denuncias que los grandes medios ocultan; pero la línea de acción de mayor contundencia la marca el titular de tapa del número 7, en donde el Frente Unido convoca a un Boicot a El Tiempo del 6 al 12 de octubre”. Se publica una nota que dice: “Por petición de los comandos del FU del pueblo se ha decidido no comprar El Tiempo y destruir cualquier ejemplar que llegue a manos de los colombianos patriotas”. El motivo: “la ausencia de sanciones legales en contra de los periódicos de la oligarquía, la impunidad de las calumnias de la gran prensa, la indiferencia de El Tiempo por su pérdida de popularidad ante la clase popular” Ante ello, propone Frente Unido, “El pueblo colombiano hará justicia con su propia mano, castigando al periódico más oligarca, más calumniador y arbitrario en aquello que más puede dolerle: afectándole el bolsillo”.
La pregunta sobre los motivos por los cuales la experiencia del Frente Unido no sobrevivió más allá de 1965, y requiere análisis políticos e históricos. Algunos elementos para profundizar al respecto pueden encontrarse en el ensayo “El Frente Unido y los no alineados”, de Héctor León Moncayo. Allí el académico identifica una editorial, la del número 8, del mes de octubre, en la que el propio Camilo Torres, afirma, tal vez a modo de despedida: 

“Lo importante es que la clase popular colombiana siga siempre adelante sin dar un paso atrás, a pesar de las defecciones, a pesar de los falsos rumores, a pesar de las traiciones. La decisión de los pobres que no quieren que sus hijos los acusen en el futuro de haber traicionado su vocación histórica y revolucionaria, será la que defina la situación. Ellos pueden saber que yo iré hasta las últimas consecuencias y que, si solamente queda conmigo un puñado de hombres decididos, con ellos seguiremos la lucha”.

## Fin del Frente Unido
Con la vinculación de Camilo Torres al Ejército de Liberación Nacional (ELN) a finales de 1965, sumado a varios factores se da fin al Frente Unido como intento opositor al Frente Nacional pese a que estuvo aun dirigido por Jaime Arenas y Marguerite-Marie 'Guitemie' Olivieri, sin embargo su pensamiento influyó en varios movimientos políticos y sociales posteriores en la historia de Colombia.